# 나경은
나경은(羅敬恩, 1981년 6월 4일~ )은 대한민국의 방송국인 문화방송 소속의 前 아나운서다.

## 이력
- 2003년 OGN 리포터로서 방송에 처음 입문하였으며 이듬해 2005년 공채 아나운서로 문화방송에 입사했다.  마봉춘이란 별칭으로 잘 알려져 있는데, 이는 ’무한도전 - 퀴즈의 달인’을 진행할 때 “사내방송입니다. MBC”란 멘트를 듣고 MBC의 이니셜에서 무한도전 멤버들이 이름을 추측하던 중 마봉춘이란 이름이 나온 후 당시 고정멤버였던 이윤석이 마봉춘이라는 이름을 대표적으로 언급하기 시작했고, 그때부터 마봉춘으로 불리게 되었다.  이후 2008년 7월 6일 MC였던 방송인 유재석과 결혼식을 올렸다. 2009년 9월 17일 보도자료를 통해 아이가 생겼음을 밝혔고, 이듬해인 2010년 5월 1일 결혼 2년만에 외동아들 유지호를 출산했다. 8년후인 2018년 10월 19일 둘째 유나은을 출산하였다.[2] 남편인 유재석의 종교가 불교이고 아내인 본인의 종교가 개신교이다 서로를 인정하고 존중하고 있다.

## 방송 활동
- 2009년~2012년 MBC 《뽀뽀뽀》(진행)
- 2010년~2011년 MBC Drama 《미인도》(진행)